# Нижнесергинский район

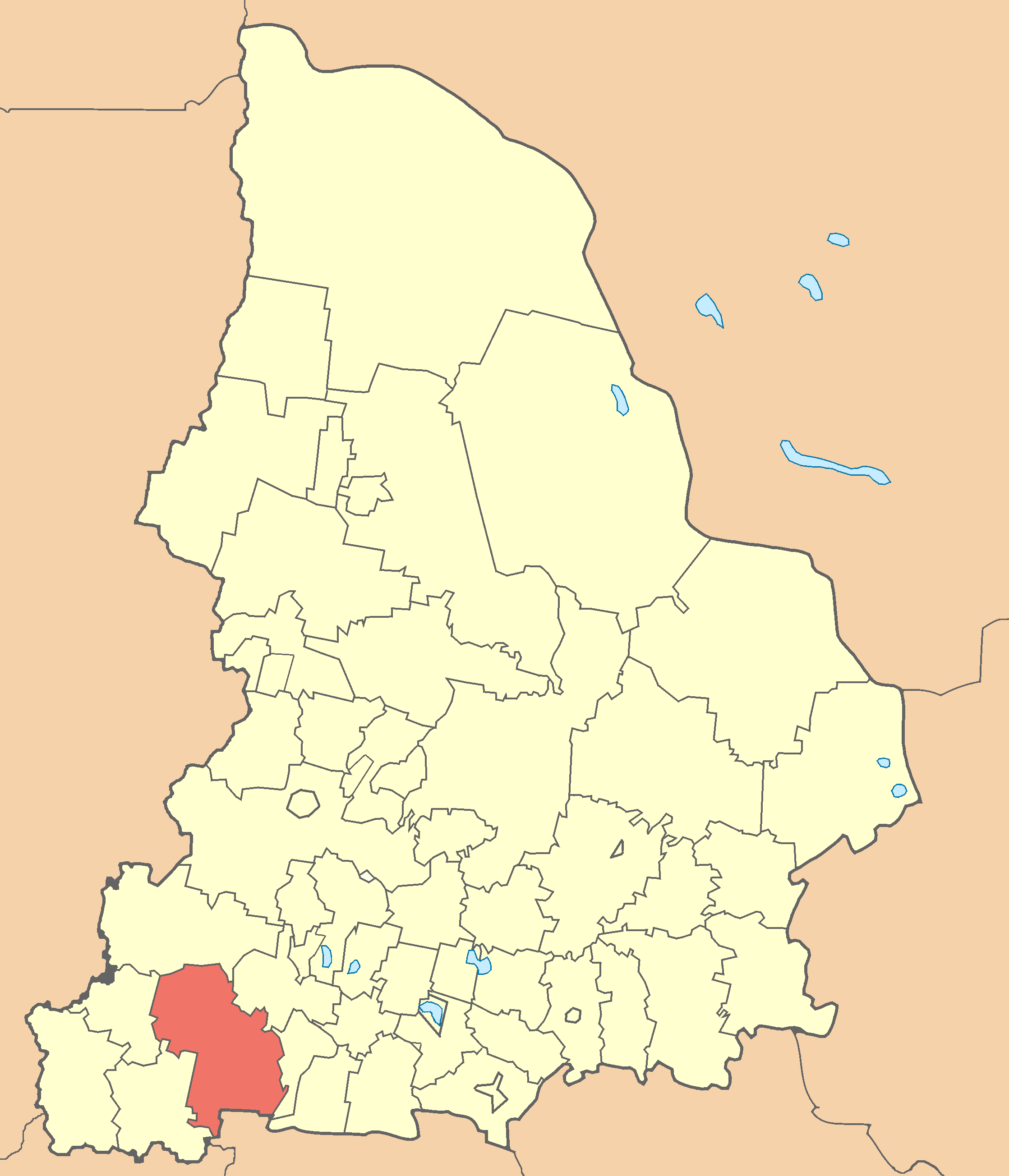
Нижнесергинский район как административно-территориальная единица области (соответствует двум муниципальным образованиям в рамках муниципального устройства: Нижнесергинскому муниципальному району и Бисертскому городскому округу)

Нижнесергинский муниципальный район (без Бисертского городского округа)

Нижнесерги́нский райо́н — административно-территориальная единица (район) Свердловской области, относится к Западному управленческому округу.
Административный центр — город Нижние Серги.
В рамках административно-территориального устройства области, Нижнесергинский район с 1 октября 2017 года полностью соответствует двум муниципальным образованиям в рамках муниципального устройства: Нижнесергинскому муниципальному району и Бисертскому городскому округу.

## География
Район находится в юго-западной части Свердловской области, на юге граничит с Челябинской областью.
Площадь территории района (административно-территориальной единицы) — 4992.27 км² (с Бисертским ГО); муниципального района (муниципального образования) — 3703,27 км²,.

## История

### Нижнесергинский район
Образован 27 февраля 1924 года в составе Екатеринбургского округа Уральской области как Сергинский район. Точных сведений о дате смены названия нет.
В 1925 году из состава Нижнесергинского района выделяется Бисертский район, который затем был упразднён.
17 января 1934 года после ликвидации Уральской области, район вошёл в состав Свердловской области.
22 апреля 1937 года вышло Постановление Президиума облисполкома № 2284 об отнесении пос. при Верхнесергинском заводе к разряду рабочих посёлков с присвоением наименования Верхние Серги. Постановлением ВЦИК от 8 января 1938 года населённый пункт был в рабочий посёлок преобразован.
16 ноября 1938 года населённый пункт Дружинино был преобразован в рабочий посёлок.
9 июля 1939 года:
- из Нижнесергинского поссовета были перечислены в Накоряковский сельсовет пос. Малиновского, Платиновского, Сикильдского и Точковского лесных участков; в Половинский — пос. Губняевская Ферма, ж.д. казарма 292 км и пос. Собаровского лесоучастка; в Аракаевский — пос. Губаевского и Полуденного лесных участков;
- пос. ж.д. ст. Нижние Серги, Нижнесергинского курорта и Нижнебардымских угольных печей были включены в состав рабочего посёлка, а пос. Верхнебардымских угольных печей, фермы Нижнесергинского курорта, ж.д. казарма 273 км и Буйского лесного кордона подчинены в административном отношении Нижнесергинскому поссовету.

27 августа населённые пункты Николаевка, Микарушино, Маниска, Косолапова и Пальниково были переданы из Михайловского сельсовета в административное подчинение Аюшинского сельсовета Нязепетровского района Челябинской области.
7 августа 1940 года населённые пункты Андреевская заимка, Ревдельский кордон, Ревдельский сенопункт, пос. лесоучастков Верхнебардымский, Светлое озеро и Ястребок были перечислены из Нижнесергинского и Верхнесергинского поссоветов в Аракаевский сельсовет.
7 декабря с. Гробово было переименовано в Первомайское и Гробовский сельсовет — в Первомайский.
16 апреля 1941 года населённые пункты Бердяшка Поташкинского сельсовета и Красная Бердяшка Берёзовского сельсовета Артинского района были перечислены в Тюльгашский сельсовет Нижнесергинского района.
Указами Президиума ВС РСФСР от 18 июня, 26 июня и 6 июля населённый пункт при Михайловском заводе был отнесён к категории рабочих посёлков с присвоением наименования Михайловский. В черту рабочего посёлка были включены селение Вороново и пос. Новый.
27 ноября 1942 года населённый пункт Тагильский Кордон был подчинён Басьяновскому поссовету.
20 февраля 1943 года рп Нижние Серги был преобразован в город районного подчинения.
Указами Президиума ВС РСФСР от 2, 9, 16 октября и 13 ноября населённый пункт при Бисертском машиностроительном заводе был отнесён к категории рабочих посёлков с присвоением наименования Бисерть.
2 ноября 1945 года из Нижнесергинского был выделен Бисертский район, в состав которого вошли рп Бисерть и Васькинский, Киргишанский, Накоряковский, Старобухаровский и Талицкий сельсоветы.
23 декабря 1949 года пос. ж.д. ст. Михайловский завод был перечислен из Аракаевского сельсовета в административное подчинение Михайловского поссовета.
28 июня 1954 года пос. фермы № 1 конезавода «Красноармеец» был перечислен из состава Тюльгашинского сельсовета в Шокуровский сельсовет, Половинский сельсовет был объединён с Аракаевским.
23 января 1956 года населённые пункты Русская Шарама и Татарская Шарама были перечислены из Уфимского сельсовета в Уфа-Шигиринский.
8 марта был образован Акбашский сельсовет, в состав которого вошли д. Акбаш (центр) и лесокордон Бигильдяш из Уфимского сельсовета; д. Перепряжка, заимка Шарама и лесокордон Майдала из Шокуровского сельсовета.
9 марта 1959 года Бисертский район был объединён с Нижнесергинским.
13 мая д. Ольховка Киселёвского сельсовета, Сажина и Половинка Кленовского сельсовета Нижнесергинского района были переданы в состав Тюшинского сельсовета Ачитского района.
13 января 1960 года Первомайский сельсовет был присоединён к Дружининскому поссовету.
11 марта Киселёвский сельсовет был объединён с Кленовским.
25 ноября:
- Акбашский сельсовет был упразднён; населённые пункты Акбаш, Майдала и Шарама были переданы в Уфа-Шигиринский сельсовет, д. Перепряжка в Шокуровский сельсовет;
- центр Уфа-Шигиринского сельсовета перенесен в с. Шарама, Уфа-Шигиринский сельсовет переименован в Шараминский;
- Уфимский сельсовет был объединён с Михайловским поссоветом, с. Уфимка было включено в черту рп Михайловского;
- д. Половинка была передана из Аракаевского сельсовета в административно-территориальное подчинение Нижнесергинского горсовета.

9 января 1961 года рп Михайловский был преобразован в город районного подчинения и переименован Михайловск.
13 января Первомайский сельсовет был объединён с Дружининским поссоветом.
7 декабря 1962 года д. Овиновка была перечислена из Накоряковского сельсовета в Кленовский.
1 февраля 1963 года город Нижние Серги был отнесён к категории городов областного подчинения. Аракаевский, Киргишанский, Кленовский, Накоряковский, Старобухаровский, Талицкий, Тюльгашский, Шараминский и Шокуровский сельсоветы были переданы в состав Свердловского сельского района.
13 января 1965 года Нижнесергинский район был восстановлен и город Нижние Серги переведён в категорию городов областного подчинения.
22 ноября 1966 года были переименованы пос. подсобного хозяйства Нижнесергинского курорта — в пос. Кургатский; пос. бригады отделения № 6 Михайловского совхоза — в пос. Демидский; пос. отделения № 3 Дружининского совхоза — в пос. Цыбиха; пос. отделения № 2 Дружининского совхоза — в пос. Лазоревый.
13 ноября 1975 года Кленовский сельсовет был переименовать в Кленовской.
30 декабря 1976 года были упразднены пос. Демидский Нижнесергинского горсовета, пос. Шаньгино Бисертского поссовета; пос. Цыбиха Верхнесергинского поссовета; д. Контуговка, Морозова(о), Овиновка, Красный Яр Кленовского сельсовета; д. Русинова(о) Накоряковского сельсовета; пос. Ольховский Талицкого сельсовета; д. Алабушка, Сказ, пос. Цыпышевка Тюльгашского сельсовета; пос. Ольховка Шараминского сельсовета.
9 февраля 1977 года были уточнены как правильные наименования: пос. Хомутовка (вместо пос. Хомутовка 2-я) Дружининского поссовета, д. Васькино (вместо д. Васькина(о)) Накоряковского сельсовета, д. Уразаево (вместо д. Уразаева(о)) Старобухаровского сельсовета, д. Контуганово (вместо д. Контуганова(о)) Талицкого сельсовета, д. Самодумовка (вместо д. Верхний Сказ (Самодумовка)) Тюльгашского сельсовета, д. Урмикеево (вместо д. Урмикеева(о)) Шараминского сельсовета.
23 февраля 1977 года было составлено описание городской черты у Нижних Сергов и Михайловска.
1 апреля были объединены:
- в Киргишанском сельсовете пос. ж.д. рзд Киргишаны с с. Киргишаны;
- в Кленовском сельсовете пос. Кленовский с с. Кленовским.

1 апреля 1977 года было уточнено как правильное наименование Кленовский сельсовет.
23 мая 1978 года Шараминский сельсовет был разделён на Акбашский и Урмикеевский. В Акбашский сельсовет вошли: д. Акбаш (центр) и с. Шарама, в Урмикеевский д. Урмикеево (центр) и Уфа-Шигири.
19 декабря 1991 года граница Артинского лесхоза была приведена в соответствие с административными границами районов.

### Муниципальные образования
29 октября 1995 года по итогам местного референдума было создано Нижнесергинское муниципальное образование со статусом района, в которое не вошёл пгт Бисерть, образовавший с прилегающими населёнными пунктами отдельное муниципальное образование — Бисертское (со статусом посёлка). 10 ноября 1996 года муниципальные образования были включены в областной реестр.
С 31 декабря 2004 года:
- Нижнесергинское муниципальное образование было наделено статусом муниципального района[13], посёлки Дидино и Ильмовка[14] переданы в муниципальное образование город Первоуральск, наделённое статусом городского округа[15];
- Бисертское муниципальное образование было наделено статусом городского округа[16] муниципальное образование Бисертское наделено статусом городского округа.

С 1 января 2006 года были утверждены наименования Нижнесергинский муниципальный район и Бисертский городской округ.

## Население
| 1959    | 1970    | 1979    | 1989    | 2002    | 2009    | 2010    | 2011    |
| ------- | ------- | ------- | ------- | ------- | ------- | ------- | ------- |
| 83 810  | ↘81 954 | ↘74 871 | ↘72 257 | ↘60 512 | ↘55 539 | ↘55 114 | ↘54 839 |
| 2012    | 2013    | 2014    | 2015    | 2016    | 2017    | 2018    | 2019    |
| ↘53 471 | ↘52 805 | ↘52 245 | ↘51 718 | ↘51 038 | ↘50 468 | ↘49 810 | ↘49 196 |
| 2020    | 2021    |         |         |         |         |         |         |
| →49 196 | ↘47 792 |         |         |         |         |         |         |

## Населённые пункты, административно-территориальное устройство
С точки зрения административно-территориального устройства области, в состав района входят 43 населённых пункта, в том числе 2 города, 4 пгт и 37 сельских населённых пунктов.
Нижнесергинский район является единственным районом Свердловской области, в составе которого находится более двух городских населённых пунктов.
До 1 октября 2017 года в район входили 45 населённых пунктов и делились на 13 сельсоветов, 2 города (с подчинёнными сельскими населёнными пунктами) и 4 рабочих посёлка (3 с подчинёнными сельскими населёнными пунктами), с точки организации местного самоуправления 2 сельских населённых пункта относились к городскому округу Первоуральску, с 1 октября эти населённые пункты были переданы в город Первоуральск как административно-территориальную единицу, соответствующую категории города областного подчинения.
В апреле 2023 года был внесён законопроект об образовании посёлка городского типа с предполагаемым наименованием Новые Серги. Населенный пункт был образован 23 мая 2023 года. В августе 2023 года наименование посёлка одобрено правительством Свердловской области.

### Административно-территориальное устройство до 1.10.2017
| №        | ТЕ / АТЕ           | Состав                                                         | Упразднённые после 1991 н.п. | Мун. район / ГО            | ГП / СП                   |
| -------- | ------------------ | -------------------------------------------------------------- | ---------------------------- | -------------------------- | ------------------------- |
| 1        | город Михайловск   | Михайловск, посёлок Михайловский Завод                         |                              | Нижнесергинский мун. район | ГП Михайловское мун. обр. |
| 2        | город Нижние Серги | Нижние Серги, посёлки Бажуково, Новая Ельня, деревня Половинка | посёлки Кургатский, Ревдель  | Нижнесергинский мун. район | Нижнесергинское ГП        |
| 3        | рп Атиг            | Атиг                                                           |                              | Нижнесергинский мун. район | ГП рабочий посёлок Атиг   |
| 4        | рп Бисерть         | Бисерть, посёлки Октябрьский, Первомайский                     |                              | Бисертский ГО              |                           |
| 5        | рп Верхние Серги   | Верхние Серги                                                  |                              | Нижнесергинский мун. район | ГП Верхние Серги          |
| 6        | рп Дружинино       | Дружинино, посёлок Солдатка                                    |                              | Нижнесергинский мун. район | Дружининское ГП           |
| 6.000001 |                    | посёлки Дидино, Ильмовка                                       |                              | ГО Первоуральск            |                           |
| 6.000002 | сельсоветы         |                                                                |                              |                            |                           |
| 7        | Акбашский          | село Акбаш, деревня Шарама                                     |                              | Нижнесергинский мун. район | ГП Михайловское мун. обр. |
| 8        | Аракаевский        | село Аракаево                                                  |                              | Нижнесергинский мун. район | ГП Михайловское мун. обр. |
| 9        | Киргишанский       | село Киргишаны, посёлок Чеботаево                              |                              | Бисертский ГО              |                           |
| 10       | Кленовский         | село Клёновское, деревни Киселёвка, Красный Партизан, Отевка   |                              | Нижнесергинский мун. район | Кленовское СП             |
| 11       | Ключевской         | посёлки Ключевая, Малиновый                                    |                              | Нижнесергинский мун. район | Кленовское СП             |
| 12       | Красноармейский    | посёлок Красноармеец, деревня Перепряжка                       |                              | Нижнесергинский мун. район | ГП Михайловское мун. обр. |
| 13       | Накоряковский      | село Накоряково, деревни Атняшка, Васькино, Сосновый Бор, Упея |                              | Нижнесергинский мун. район | Кленовское СП             |
| 14       | Первомайский       | село Первомайское, посёлок Лазоревый                           |                              | Нижнесергинский мун. район | Дружининское ГП           |
| 15       | Старобухаровский   | село Старобухарово, деревня Уразаево                           |                              | Нижнесергинский мун. район | Кленовское СП             |
| 16       | Талицкий           | деревни Талица, Контуганово, посёлок Контугановский            |                              | Нижнесергинский мун. район | Кленовское СП             |
| 17       | Тюльгашский        | село Тюльгаш, посёлок Рябиновка                                |                              | Нижнесергинский мун. район | ГП Михайловское мун. обр. |
| 18       | Урмикеевский       | деревни Урмикеево, Уфа-Шигири                                  |                              | Нижнесергинский мун. район | ГП Михайловское мун. обр. |
| 19       | Шокуровский        | село Шокурово                                                  |                              | Нижнесергинский мун. район | ГП Михайловское мун. обр. |

## Населённые пункты
| №         | Населённый пункт       | Тип               | Население | Муниципальное образование верхнего уровня | Муниципальное образование нижнего уровня |
| --------- | ---------------------- | ----------------- | --------- | ----------------------------------------- | ---------------------------------------- |
| 1         | Акбаш                  | село              | ↘584      | Нижнесергинский муниципальный район       | Михайловское муниципальное образование   |
| 2         | Аракаево               | село              | ↗504      | Нижнесергинский муниципальный район       | Михайловское муниципальное образование   |
| 3         | Атиг                   | пгт               | ↘2910     | Нижнесергинский муниципальный район       | Городское поселение рабочий посёлок Атиг |
| 4         | Атняшка                | деревня           | ↘3        | Нижнесергинский муниципальный район       | Кленовское сельское поселение            |
| 5         | Бажуково               | посёлок           | ↘3        | Нижнесергинский муниципальный район       | Нижнесергинское городское поселение      |
| 6         | Бисерть                | пгт               | ↘9245     | Бисертский городской округ                |                                          |
| 7         | Васькино               | деревня           | ↘328      | Нижнесергинский муниципальный район       | Кленовское сельское поселение            |
| 8         | Верхние Серги          | пгт               | ↘5426     | Нижнесергинский муниципальный район       | Городское поселение Верхние Серги        |
| 9         | Дружинино              | пгт               | ↘3083     | Нижнесергинский муниципальный район       | Дружининское городское поселение         |
| 10        | Киргишаны              | село              | ↘360      | Бисертский городской округ                |                                          |
| 11        | Киселёвка              | деревня           | ↘109      | Нижнесергинский муниципальный район       | Кленовское сельское поселение            |
| 12        | Кленовское             | село              | ↘822      | Нижнесергинский муниципальный район       | Кленовское сельское поселение            |
| 13        | Ключевая               | посёлок           | ↘812      | Нижнесергинский муниципальный район       | Кленовское сельское поселение            |
| 14        | Контуганово            | деревня           | ↘202      | Нижнесергинский муниципальный район       | Кленовское сельское поселение            |
| 15        | Контугановский         | посёлок           | ↘13       | Нижнесергинский муниципальный район       | Кленовское сельское поселение            |
| 16        | Красноармеец           | посёлок           | ↘586      | Нижнесергинский муниципальный район       | Михайловское муниципальное образование   |
| 17        | Красный Партизан       | деревня           | ↗10       | Нижнесергинский муниципальный район       | Кленовское сельское поселение            |
| 18        | Лазоревый              | посёлок           | ↘100      | Нижнесергинский муниципальный район       | Дружининское городское поселение         |
| 19        | Малиновый              | посёлок           | ↘43       | Нижнесергинский муниципальный район       | Кленовское сельское поселение            |
| 20        | Михайловск             | город             | ↘9714     | Нижнесергинский муниципальный район       | Михайловское муниципальное образование   |
| 21        | Михайловский Завод     | посёлок           | ↘509      | Нижнесергинский муниципальный район       | Михайловское муниципальное образование   |
| 22        | Накоряково             | село              | ↘246      | Нижнесергинский муниципальный район       | Кленовское сельское поселение            |
| 23        | Нижние Серги           | город, адм. центр | ↘7777     | Нижнесергинский муниципальный район       | Нижнесергинское городское поселение      |
| 24        | Новая Ельня            | посёлок           | ↘13       | Нижнесергинский муниципальный район       | Нижнесергинское городское поселение      |
| 25        | Новые Серги            | пгт               |           | Нижнесергинский муниципальный район       | Дружининское городское поселение         |
| 26        | Октябрьский            | посёлок           | ↘15       | Бисертский городской округ                |                                          |
| 27        | Отевка                 | деревня           | ↘127      | Нижнесергинский муниципальный район       | Кленовское сельское поселение            |
| 28        | Первомайский           | посёлок           | ↘50       | Бисертский городской округ                |                                          |
| 29        | Первомайское           | село              | ↘456      | Нижнесергинский муниципальный район       | Дружининское городское поселение         |
| 30        | Перепряжка             | деревня           | ↘230      | Нижнесергинский муниципальный район       | Михайловское муниципальное образование   |
| 31        | Половинка              | деревня           | ↘39       | Нижнесергинский муниципальный район       | Нижнесергинское городское поселение      |
| 32        | Рябиновка              | посёлок           | ↘70       | Нижнесергинский муниципальный район       | Михайловское муниципальное образование   |
| 33        | Солдатка               | посёлок           | ↘26       | Нижнесергинский муниципальный район       | Дружининское городское поселение         |
| 34        | Сосновый Бор           | деревня           | ↘71       | Нижнесергинский муниципальный район       | Кленовское сельское поселение            |
| 35        | Старобухарово          | село              | ↘196      | Нижнесергинский муниципальный район       | Кленовское сельское поселение            |
| 36        | Талица                 | деревня           | ↘85       | Нижнесергинский муниципальный район       | Кленовское сельское поселение            |
| 37        | Тюльгаш                | село              | ↘416      | Нижнесергинский муниципальный район       | Михайловское муниципальное образование   |
| 38        | Упея                   | деревня           | ↗4        | Нижнесергинский муниципальный район       | Кленовское сельское поселение            |
| 39        | Уразаево               | деревня           | ↘16       | Нижнесергинский муниципальный район       | Кленовское сельское поселение            |
| 40        | Урмикеево              | деревня           | ↘694      | Нижнесергинский муниципальный район       | Михайловское муниципальное образование   |
| 41        | Уфа-Шигири             | деревня           | ↘460      | Нижнесергинский муниципальный район       | Михайловское муниципальное образование   |
| 42        | Чеботаево              | посёлок           | ↗3        | Бисертский городской округ                |                                          |
| 43        | Шарама                 | деревня           | ↘81       | Нижнесергинский муниципальный район       | Михайловское муниципальное образование   |
| 44        | Шокурово               | село              | ↗912      | Нижнесергинский муниципальный район       | Михайловское муниципальное образование   |
| 44.000001 | до 1 октября 2017 года |                   |           |                                           |                                          |
| 45        | Дидино                 | посёлок           | ↘5        | городской округ Первоуральск              |                                          |
| 46        | Ильмовка               | посёлок           | ↘16       | городской округ Первоуральск              |                                          |

Рабочий посёлок Бисерть и посёлки Октябрьский и Первомайский исторически составляли Бисертский поссовет, рабочий посёлок Дружинино и посёлки Дидино, Ильмовка и Солдатка Дружининский поссовет.
С 1 октября 2017 года Дидино и Ильмовка были переданы, согласно их муниципальной принадлежности, в город Первоуральск (административно-территориальную единицу, соответствующую категории города областного подчинения), а статус рабочих посёлков упразднён при сохранении статуса посёлков городского типа.

### Упразднённые населённые пункты
27 ноября 2001 года были упразднены посёлки Кургатский и Ревдель (находившиеся в подчинении города Нижние Серги, то есть входившие в Нижнесергинский горсовет.

## Природные парки
На территории Нижнесергинского района находится природный парк «Оленьи Ручьи».